# Kimbundu
 (mars 2016).
Si vous disposez d'ouvrages ou d'articles de référence ou si vous connaissez des sites web de qualité traitant du thème abordé ici, merci de compléter l'article en donnant les références utiles à sa vérifiabilité et en les liant à la section « Notes et références ».
Le kimbundu (parfois aussi écrit en français kimboundou), parlé par les Mbundu, est une langue d'Angola, parlée dans les régions de Luanda, Bengo et Malange.  Elle fait partie de la famille des langues bantu. Elle est parlée à la maison par 2 millions d'Angolais selon le recensement du pays de 2014.
On distingue onze sous-groupes ethniques parmi les Mbundu, chacun possédant son propre dialecte : ngola, dembo, jinga, bondo, bângala, songo, ibaco, luanda, kibala, libolo et kissama. 
À Luanda, le portugais parlé par la population — blanche, métisse, noire — a, dès la fondation de la ville, absorbé un nombre considérable des mots kimbundu. Une partie des populations mbundu de la région de  Malanje a fait évoluer sa langue vers un mélange de kimbundu et de portugais qu'ils nomment ambaca - d'où leur désignation comme « Ambaquistas ». 
Un décret colonial de 1919 interdit l'usage des langues locales dans les écoles et dans l'administration. Cette mesure et d'autres visant l'assimilation ont fait fortement reculer l'usage du kimbundu dans les populations urbaines, au profit du portugais. Cette tendance, très marquée à partir des années 1960, se maintient même après l'indépendance.

## Écriture
L'écriture du kimbundu date des missionnaires capucins et jésuites, qui l'ont développée dans le but d'enseigner aux autochtones la langue portugaise et le catéchisme catholique. Ils en codifièrent la grammaire, et définirent les règles orthographiques qui sont encore en vigueur de nos jours. Ainsi, le missionnaire suisse Héli Chatelain rédige une grammaire du kimbundu à la fin du XIXe siècle.
L'écriture du kimbundu est phonétique. Il dispose de cinq voyelles (a, e, i, o, u), le u (prononcé "ou") ayant également la fonction d'une semi-voyelle. Certaines consonnes sont représentées par deux lettres (digrammes), comme mb dans mbambi (gazelle) ou nj dans njila (oiseau).

## Conjugaison
| Pronoms personnels sujets en Kimbundu | Traduction en Français |
| ------------------------------------- | ---------------------- |
| Eme                                   | Je                     |
| Eie / Eye                             | Tu                     |
| Muene                                 | Il ou elle             |
| Etu                                   | Nous                   |
| Enu                                   | Vous                   |
| Ene                                   | Ils ou elles           |

Verbe être kuala (aussi kukala) en Kimbundu au présent de l’indicatif  :
| Eme ngala                                 | Je suis           |
| Eie uala / Eye uala / Eie wala / Eye wala | Tu es             |
| Muene uala / Muene wala                   | Il ou elle est    |
| Etu tuala / Etu twala                     | Nous sommes       |
| Enu nuala / Enu nwala                     | Vous êtes         |
| Ene ala                                   | Ils ou elles sont |

Verbe avoir kuala ni (aussi kukala ni) en Kimbundu au présent de l’indicatif :
| Eme ngala ni      | J’ai             |
| Eie / Eye uala ni | Tu as            |
| Muene uala ni     | Il ou elle a     |
| Etu tuala ni      | Nous avons       |
| Enu nuala ni      | Vous avez        |
| Ene ala ni        | Ils ou elles ont |

## Vocabulaire

### Exemples de termes kimbundu
- mutu : personne
- kima : chose
- kuria : nourriture
- tubia :  feu
- lumbu :  mur

### Emprunts lexicaux au kimbundu

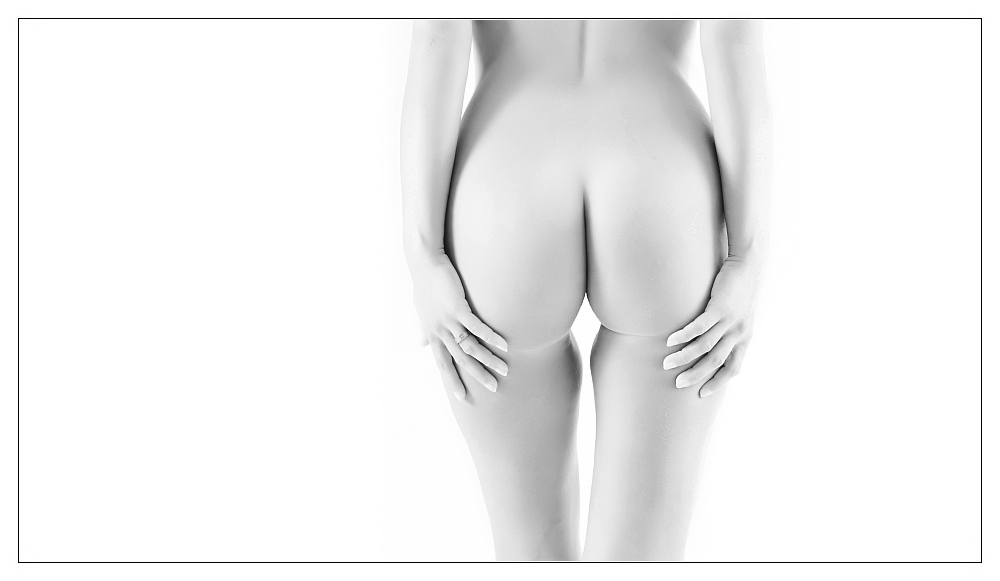
Le terme portugais bunda (en français : cul) vient du kimbundu mbunda.

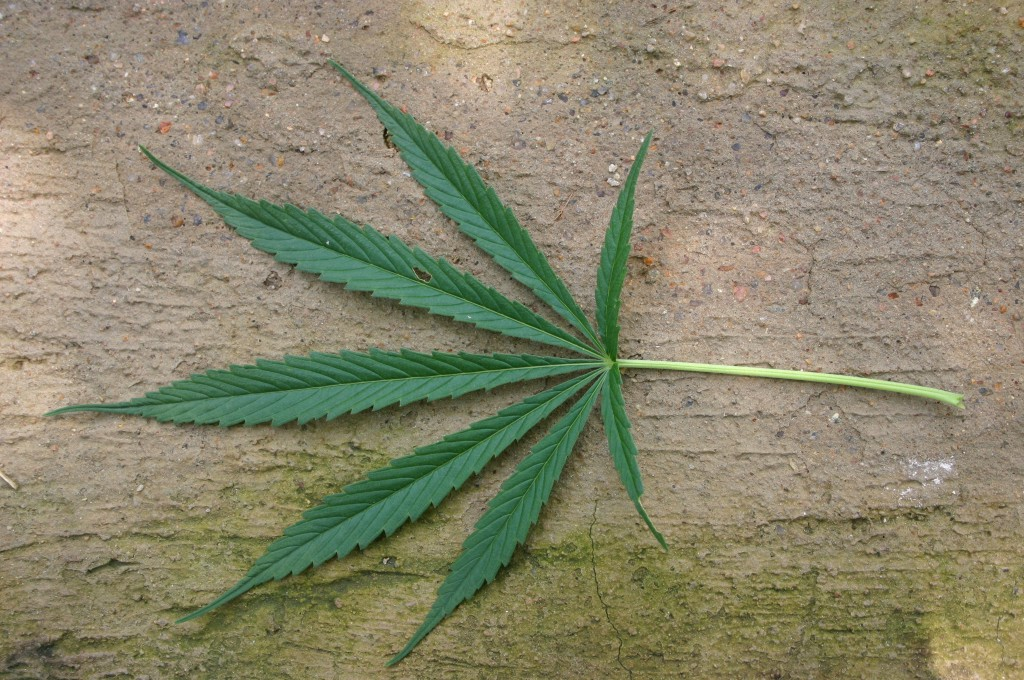
Le terme portugais maconha (en français : herbe, cannabis) vient du kimbundu ma'kaña

Le portugais a fait de nombreux emprunts lexicaux au kimbundu ; le plus connu en français est sans doute le mot samba. Parmi eux :
Moleque (de mu'leke, garçon), cafuné (de kifunate, entorse), quilombo (de kilombo, village), quibebe (de kibebe), quenga (de kienga, poêle), bunda (de mbunda), cochilar (de kukoxila), marimbondo (de ma [préfixe du pluriel] et rimbondo, guêpe), camundongo (de kamundong), tungar (de tungu, bois), muamba (de mu'hamba, caisse), mucama (de mu'kaba, esclave sexuelle), banza (de mbanza), banzar (de kubanza), cachimbo (une pipe) et cacimba (un puits) (tous les deux de kixima), fubá (de fu'ba), caçula (de kusula et de kasule), cacumbu (de ka, petit, et kimbu, hâche), cacunda (de kakunda), bundo (de mbundu, noir), matumbo (de ma'tumbu, monticule), tutu (pt) (de ki'tutu), tutu (de kitu'tu), samba (de semba, umbigada), jiló (de njilu), jibungo (de jibungw), jimbo (de njimbu), jimbongo (de jimbongo), jongo (de jihungu), quitute (de kitutu, indigestion), maxixe (de maxi'xi), xingar (de kuxinga, blesser), quitungo (de kitungu), etc.